# Jordiada

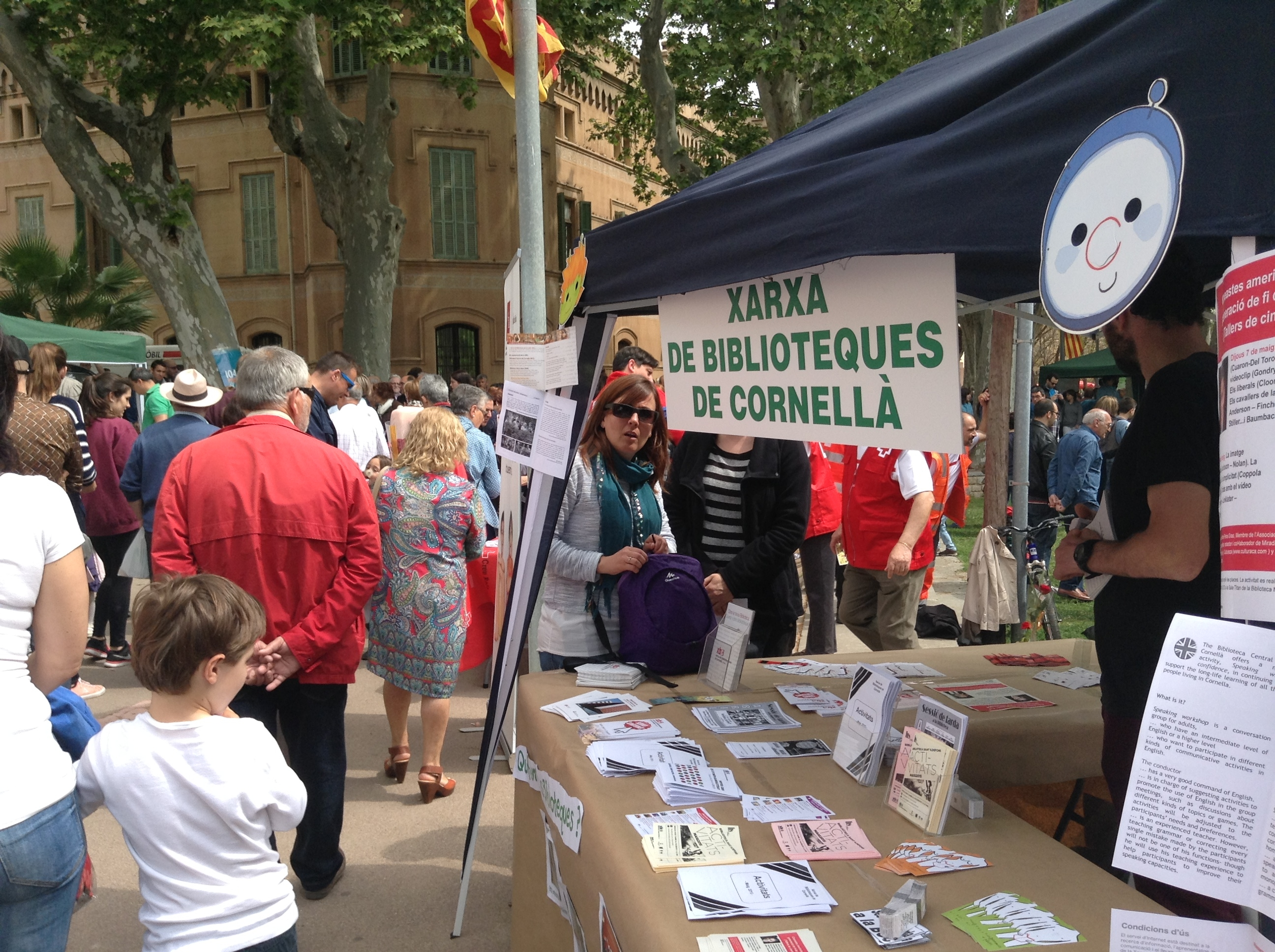
Jordiada 2015

La Jordiada és una festa de cultura popular tradicional catalana que se celebra anualment des de 1993 durant el diumenge més proper dins de la setmana de Sant Jordi, al Parc de Can Mercader dins del municipi de Cornellà de Llobregat. És una jornada de proximitat amb ambient festiu que vol simbolitzar l'amistat i l'alegria de viure entre la ciutadania local, en esclat de llum i focs d'artifici. Durant el dia es fan activitats musicals, infantils, participen les corals i s'hi ballen sardanes. També hi ha diverses mostres d'artesania popular i participen els castellers, els dracs, els diables i els gegants de la ciutat. Complementen l'acte fires, llibres, flors, concursos de pintura i fotografia, així com mostres de puntes de coixí. Es realitza un dinar de germanor i un cremat a l'aire d' havaneres.

## Història
L'any 1992 es va crear una comissió per organitzar una trobada d'entitats de cultura popular vinculades a Cornellà de Llobregat. Lluís Castells i Pi fou el membre de la comissió que va fer la proposta del nom, que va rebre l'aprovació de la resta de membres. Es va celebrar per primera vegada el 18 d'abril de 1993. La JORDIADA - va ser inicialment només el títol d'una il·lusió compartida a la que calia dotar del contingut adient, aquest a càrrec de l'especialitat de cadascuna de les entitats compromeses en el projecte. Del citat requisit n'han tingut cura, any rere any durant vint-i-tres edicions anuals consecutives les entitats cornellanenques de cultura popular catalana a base de llurs aportacions especials, comptant alhora i en tot moment amb el suport decidit de les autoritats locals, i el fruit d'aquest esforç col·lectiu el trobem en la realitat esplendorosa actual de la festa, a la qual es podria ben bé denominar JORDIADA – LA FESTA  DE  PRIMAVERA de la ciutat de Cornellà de Llobregat.
Des del 2012, també hi col·labora el Museu de les Matemàtiques de Catalunya, que es troba al mateix Palau de Can Mercader. En l'edició de 2015 es va fer un homenatge a Ovidi Montllor.